# 芬戈尔德菌属
芬戈尔德菌属（学名：Finegoldia）是真细菌目下的一个属。

## 下属物种
本属包括以下物种：
- 大芬戈尔德菌 Finegoldia magna (Prévot, 1933) Murdoch & Shah, 2000

该种又有 Finegoldia magna F 和 Finegoldia magna H两种。